# Demain, après la guerre
Pour plus de détails, voir Fiche technique et Distribution.
Demain, après la guerre (Eng nei Zäit) est un film dramatique belgo-luxembourgeois réalisé par Christophe Wagner et sorti en 2015.
Le film a pour toile de fond les tensions sociales et politiques de l'immédiate après-guerre au Luxembourg et thématise, sous une forme romancée, le quintuple meurtre du Wandhaff (lb) (appelé « Waldhaff » dans le film), survenu en juillet 1945. Le film fait égalemenyt allusion aux officiers allemands de haut rang emprisonnés au camp Ashcan.

## Synopsis
Février 1945 : Jules Ternes revient du maquis français, où il s'était enfui avant le recrutement forcé, pour rentrer chez lui dans son village d'Éislek et veut continuer sa vie insouciante d'avant. Mais le village a été complètement détruit par l'offensive des Ardennes, son père n'est pas encore revenu de sa relocalisation forcée (lb), son ancien employeur a été déporté, sa sœur Mathilde est désormais avec Armand, un résistant local, et Léonie, sa petite amie, sort depuis peu avec quelqu'un d'autre, à savoir le fils du métayer de la ferme au Wandhaff.

## Fiche technique
- Titre original : Eng nei Zäit[1]
- Titre français : Demain, après la guerre[2]
- Réalisation : Christophe Wagner
- Scénario : Christophe Wagner, Viviane Thill (lb)
- Photographie : Jako Raybaut (lb)
- Montage : Jean-Luc Simon
- Musique : André Dziezuk
- Production : Claude Waringo (lb)
- Sociétés de production : Samsa Film, Artémis Productions
- Pays de production :  Luxembourg -  Belgique
- Langue originale : luxembourgeois
- Format : couleurs
- Genre : film dramatique
- Durée : 107 minutes
- Dates de sortie : 
  - Luxembourg : 14 octobre 2015

## Distribution
- Luc Schiltz (lb) : Jules
- Eugénie Anselin : Mathilde
- Fabienne Hollwege (lb) : Marie
- André Jung : Hubertus
- Jules Werner (lb) : Armand
- Christian Kmiotek : Theis
- Raoul Schlechter : Claude
- Elsa Rauchs : Léonie
- Jean-Paul Raths : Hary
- Frédéric Frenay : Krier
- Jean-Paul Maes : papa
- Luc Feit : Glesener